# Maharagama
Maharagama ist eine Gemeinde (Urban Council) in Sri Lanka mit 196.423 Einwohnern (2012). Sie liegt in der Westprovinz, westlich der Hauptstadt Colombo. Sie Siedlung entwickelte sich in den 1980er Jahren schnell als Wohnvorort. Die Stadt wird vom Maharagama Urban Council verwaltet und verfügt über Einrichtungen wie Supermärkte, Kaufhäuser, Bekleidungs-, Lebensmittel- und Getränkeläden. Die Stadt verfügt auch über einen Bahnhof und Straßenverbindungen mit Colombo.

## Gliederung
Maharagama ist in folgende Zones gegliedert:
- Mirihana
- Madivela
- Thalawathugoda
- Kottawa
- Pannipitiya
- Maharagama
- Godigamuwa

## Bevölkerung
Die Bevölkerung bestand bei der Volkszählung 2012 zu über 95 Prozent aus Singhalesen und zu ca. 91 Prozent aus Anhängern des Buddhismus.